# 郑振和
郑振和（1989年5月25日—），韩国男子现代五项运动员，2014年亚洲运动会男子个人银牌得主和男子团体铜牌得主、2022年亚洲运动会男子团体金牌得主。